# Conrad Detlev Knuth
Lehnsbaron Conrad Detlev Knuth-Conradsborg zu Rubiergard, Gottesgabe und Fritzholm (dänisch Conrad Ditlev lensbaron Knuth-Conradsborg til Rudbjerggård, Gottesgabe og Fredsholm; * 20. Februar 1730 in Kopenhagen; † 13. September 1805) war ein dänischer Kammerherr, Geheimrat und Begründer der Linie Knuth-Conradsborg.

## Leben
Conrad Detlev Knuth entstammte dem Uradelsgeschlecht Knuth und war der vierte Sohn des Kammerherrn und Geheimrates Adam Christoph von Knuth und dessen zweiter Gattin Ida Margrethe Knuth, geb. Reventlow.
1740 begann Knuth seine Ausbildung an der Ritterakademie in Sorø. 1743 wurde er Assessor am Højesteret, 1748 wurde er „assessor auscultans“ und noch später erhielt er ein Sitz im Højesteret.
Am 2. August 1743 erhielt Knuth das Baronspatent für Conradsborg. Am 28. November 1757 wurde er zum Kammerherrn ernannt. Am 29. Januar 1767 erhielt er den Ordre de l’union parfaite. Am 29. Januar 1769 wurde er zum weißen Ritter ernannt. 1776 erfolgte die Ernennung zum Geheimrat.

## Ehe und Nachkommen
Am 27. April 1757 heiratete Knuth Gräfin Conradine Augusta Reventlow (* 12. November 1736 in Svendborg; † 27. September 1809 in Maribo) in Brahetrolleborg Slot.
Der Ehe entsprangen sieben Kinder, die allesamt den Titel Baron respektive Baronesse trugen:
- Frederikke Juliane Christine (* 28. November 1756 in Kopenhagen; † 9. Februar 1789 in Maribo) ⚭ Søren Heiberg von Ely, Oberkriegskommissar (1747–1805)
- Adam Christopher (* 28. Mai 1759 in Kopenhagen; † 1807 ebenda)
- Christiane Margrethe Ditlevine (* 11. August 1760 in Kopenhagen; † 20. April 1799 in Odense)
- Carl Conrad Gustav (* 20. November 1761 in Kopenhagen; † 20. Dezember 1815 in Maribo)
- Charlotte Amalie (* 14. Juni 1762; † 13. Februar 1824 in Kopenhagen) ⚭ Henrich August Flindt (1756–1826)
- Ottonia Frederikke (* 1763; † 1765)
- Ida Christiane Margrethe (* 20. Juli 1756 in Sorø; † 13. Mai 1850)

## Vorfahren
| Conrad Detlev Knuth Baron von Conradsborg | Adam Christoph von Knuth Graf von Knuthenborg | Eckhard Christoph von Knuth Graf von Knuth                | Jacob Ernst von Knuth Herr auf Leizen und Priborn                   |
| Conrad Detlev Knuth Baron von Conradsborg | Adam Christoph von Knuth Graf von Knuthenborg | Eckhard Christoph von Knuth Graf von Knuth                | Elisabeth von Knuth, geb. von Morin                                 |
| Conrad Detlev Knuth Baron von Conradsborg | Adam Christoph von Knuth Graf von Knuthenborg | Søster von Knuth, geb. Lerche Verwalterin von Knuthenborg | Cornelius Pedersen Lerche Amtmann von Lolland und Falster           |
| Conrad Detlev Knuth Baron von Conradsborg | Adam Christoph von Knuth Graf von Knuthenborg | Søster von Knuth, geb. Lerche Verwalterin von Knuthenborg | Anne Kristine Henriksdatter Lerche, geb. Friis                      |
| Conrad Detlev Knuth Baron von Conradsborg | Ida Margrethe von Knuth, geb. von Reventlow   | Ditlev Reventlow Geheimrat                                | Henning Reventlow Amtmann von Sonderburg, Schwabstedt und Flensburg |
| Conrad Detlev Knuth Baron von Conradsborg | Ida Margrethe von Knuth, geb. von Reventlow   | Ditlev Reventlow Geheimrat                                | Margarethe Reventlow, geb. von Rumohr                               |
| Conrad Detlev Knuth Baron von Conradsborg | Ida Margrethe von Knuth, geb. von Reventlow   | Magdalene Sibylla, geb. Reichgräfin von der Nath          | ?                                                                   |
| Conrad Detlev Knuth Baron von Conradsborg | Ida Margrethe von Knuth, geb. von Reventlow   | Magdalene Sibylla, geb. Reichgräfin von der Nath          | ?                                                                   |